# Innocent Gentillet
Innocent Gentillet  (geb. ca. 1532 in Vienne, Dauphiné; gest. 1588 in Genf) war ein französischer Anwalt und Rechtsgelehrter, der nach dem Bartholomäusnacht-Massaker von 1572 nach Genf geflohen war. Er ist insbesondere bekannt als Verfasser eines Werkes, worin er das Prinzip der Staatsräson und den Machiavellismus angreift.
Nach dem Edikt von Beaulieu 1576 war er nach Frankreich zurückgekehrt, wurde aber wegen seiner protestantischen Ansichten 1585 erneut ins Exil nach Genf geschickt.

## „Anti-Machiavel“

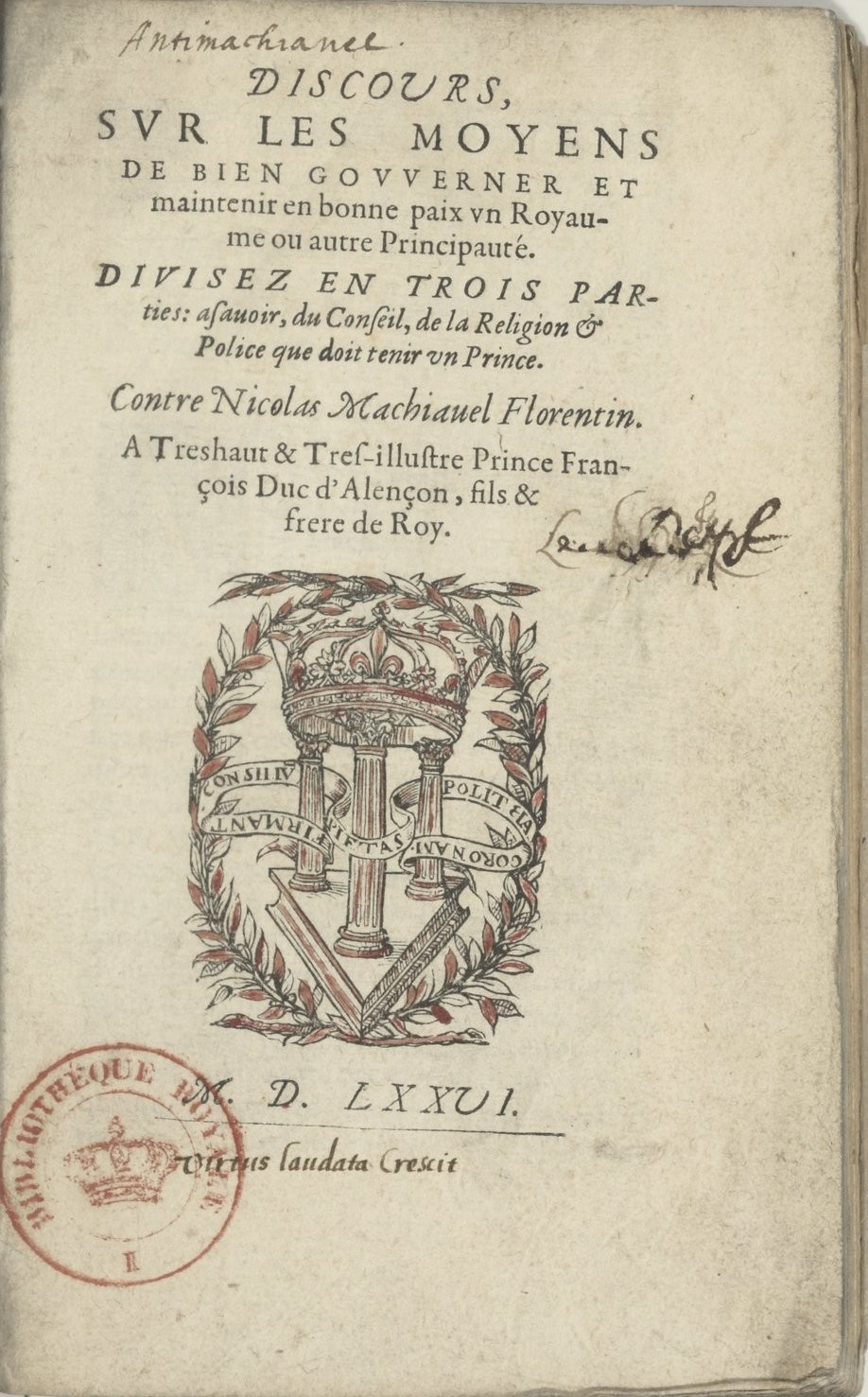
Discours sur les moyens de bien gouverner (Titelseite)

Sein dem Herzog von Alençon gewidmetes, ohne Angabe des Ortes (wohl aber in Genf) erschienenes Buch Discours sur les moyens de bien gouverner et maintenir en bonne paix un royaume ou autre principauté (Diskurs über die Mittel, ein Königreich oder ein anderes Fürstentum gut zu regieren und in gutem Frieden zu erhalten), auch einfach als  „Discours contre Machiavel“ oder „Anti-Machiavel“ bekannt, sein bekanntestes Werk, das 1576 anonym auf Französisch und wohl ein Jahr später auf Latein erschien (Commentariorum de regno aut quovis principatu recte... administrando libri tres ... adversus Nicolaum Machiavellum), ist eine Widerlegung der von Machiavelli vertretenen Theorie der prinzipienlosen Regierung.
Das in den Jahren nach dem Bartholomäus-Massaker (1572) verfasste Werk zeugt von einer heftigen Parteinahme gegen Machiavelli, dem es alle Übel zuschreibt, und bedauert, dass man in Frankreich so viel Rücksicht auf ihn nehme („qu'on tienne si grand compte en France de Machiavel“). Bei diesem Autor findet sich das erste Vorkommen des Begriffs „Machiavellisten“, den er zur Bezeichnung der Anhänger Machiavellis verwendet.
Das Werk ist in drei Teile gegliedert: Du Conseil, De la Religion, De la Police (die deutsche Übersetzung von 1580 titelt: I. Von guten Rähten. II. Von der Religion. III. Von der Regimentsverwaltung oder Policey).
Trotz eines päpstlichen Verbots im Jahr 1605 erlebte sein „Anti-Machiavel“ viele Ausgaben und wurde in verschiedene Sprachen (Latein, Englisch, Deutsch und Niederländisch) übersetzt. Seine Schrift wurde von Montaigne und Shakespeare gelesen und verwendet und „spielte eine entscheidende Rolle bei der Begründung des anhaltenden Missverständnisses über Niccolo Machiavelli als Befürworter einer autokratischen, amoralischen und diktatorischen Regierung“.
Das Werk fand Aufnahme in der in Genf erscheinenden Reihe Les classiques de la pensée politique (1968).
Ein frühes Urteil über das Buch findet sich beispielsweise in einem anonymen Manuskript von 1650 (Schreibung modernisiert):

„Il ne faut que savoir lire pour connaître si Machiavel enseigne et soutient qu'un prince doit entretenir les séditions et les dissensions parmi ses sujets pour le bien de son état, sans s'en rapporter à la calomnie et mauvaise foi du président Gentillet qui, en ses discours contre cet auteur, rapporte ses paroles tout autrement qu'elles ne sont, les accommode à la passion de sa censure, et les altère et corrompt pour favoriser le dessein qu'il a de donner atteinte à ce grand et judicieux politique, auquel il preste des erreurs pour avoir sujet de les réfuter. […] / dt. Man muss nur lesen können, um zu wissen, ob Machiavelli lehrt und behauptet, dass ein Fürst zum Wohl seines Staates Aufruhr und Zwietracht unter seinen Untertanen schüren muss, ohne sich auf die Verleumdung und Unaufrichtigkeit des Vorsitzenden Gentillet zu verlassen, der in seinen Reden gegen diesen Autor, dessen Worte ganz anders wiedergibt, als sie sind, sie der Leidenschaft seiner Zensur anpasst und sie verändert und verdirbt, um seine Absicht zu fördern, diesem großen und klugen Politiker Schaden zuzufügen, dem er Irrtümer unterstellt, um einen Grund zu haben, sie zu widerlegen.“

Zwei von Gentillets Werken wanderten auf den Index: der „Anti-Machiavel“ (erschienen 1576 in Genf, indiziert 1605) und die Apologie ou defense pour les chrestiens de France (erschienen 1578 in Genf, indiziert 1607).

## Werke
Anti-Machiavel
- Discours sur les moyens de bien gouverner (Anti-Machiavel) et maintenir en bonne paix un royaume ou autre principauté, divisé en trois parties, a savoir, du Conseil, de la Religion & de la Police que doit tenir un Prince. Contre Nicolas Machiavel, 1576 (Digitalisat)
  - (dt. Übers.) Regentenkunst, oder Fürstenspiegel: Gründtliche erklärung, welcher massen ein Königreich vnd jedes Fürstentumb rechtmessig vnd rühsam könne vnd solle bestellet vnd verwaltet werden ; Abgetheilt in III. Bücher, ... I. Von guten Rähten. II. Von der Religion. III. Von der Regimentsverwaltung oder Policey ; Geschriben wider den beschreyten Italienischen Scribenten, Nicolaum Machiavellum, ... Gedruckt zu Franckfurt am Mayn 1580 (Digitalisat)
  - (engl. Übers.) Anti-Machiavel: A Discourse Upon the Means of Well Governing. Resource Publications 2018 (eine modernisierte Ausgabe der Übersetzung von Simon Patericke: A discourse upon the meanes of wel governing and maintaining in good peace, a kingdome, or other principalitie. Divided into three parts, namely, The Counsell, the Religion, and the Policie, which a Prince ought to hold and follow. Against Nicholas Machiavell the Florentine. Translated into English by Simon Patericke, London, 1602 and 1608)

weitere (Auswahl)
- Remonstrance au Roy tres-chrestien Henry III. Sur le faict des deux Edicts de sa Maiesté donnez à Lyon, l'un du X. de Septembre, et l'autre du XIII. d'Octobre dernier passé, presente annee 1574, touchant la nécessité de paix, et moyens de la faire, 1574
- La République des Suisses comprinse en deux livres, contenant le gouvernement de Suisse depuis l'empereur Raoul de Habspourg jusques à Charles le Quint, descrite en latin par Josias Simler, et nouvellement mise en françois, 1578
- Apologie, ou Defense pour les chrestiens de France, qui sont de la Religion evangelique ou reformee, satisfaisant à ceux qui ne veulent vivre en paix & concorde avec eux. Par laquelle la pureté d'icelle religion, és principaux poincts qui sont en different, est clairement monstrée, non seulement par la Saincte Escriture, & la raison, mais aussi par les propres canons du Pape. Au Roy de Navarre, 1584
- Le Bureau du concile de Trente, auquel est monstré qu'en plusieurs poincts iceluy concile est contraire aux anciens conciles et canons et à l'autorité du Roy, 1586